# 思い出野郎Aチーム
思い出野郎Aチーム（おもいでやろうえーちーむ）は、日本の音楽バンド。所属レーベルはカクバリズム。略称は「OYAT」。

## 来歴
- 2009年、多摩美術大学にて結成[1]。
- 2015年2月、1stアルバム「WEEKEND SOUL BAND」をリリース。プロデュースはmabanua[1]。
- 2017年、レーベルをカクバリズムに移籍。8月に2ndアルバム「夜のすべて」をリリース。
- 2019年1月、オープニングテーマ「ステップ」を書き下ろした[2]、テレビ東京系ドラマ『デザイナー 渋井直人の休日』がオンエア開始。
- 2019年9月、3rdアルバム「Share the Light」をリリース。
- 2021年10月、長岡智顕（Bass）が体調不良で音楽活動を休止、松下源（Percussion）がブックカフェ運営のため活動休止することを発表[3]。11月のライブからサポートメンバーとして、Fukaishi Norio（Bass）、沼澤成毅（Key）、ファンファン（Trumpet）、YAYA子（Chorus）が参加[4]。同時に、ライブで手話通訳を取り入れ始める[5][6]。
- 2023年7月、4thアルバム「Parade」をリリース。
- 2024年8月、パレスチナ支援を目的としたチャリティーシングル「それはかつてあって 2024」をリリース[7]。
- 2025年4月、2017年にリリースした「ダンスに間に合う」が小泉今日子と中井貴一のデュエットソングとしてカバーされ、フジテレビの4月期月9ドラマ『続・続・最後から二番目の恋』のエンディングテーマとして起用された[8]。思い出野郎Aチームもドラマ本編第8話にゲスト出演[9]。6月から公開されたカバーバージョンのMVは、オリジナルMVと同じく仲原達彦によるディレクションでオリジナルと同じ演出が加えられており、小泉と中井と共に思い出野郎Aチームも出演している[10]。

## ディスコグラフィ

### シングル/EP
| 発売日         | タイトル                      | 規格               | 規格品番     | 備考                                                                |
| -------------- | ----------------------------- | ------------------ | ------------ | ------------------------------------------------------------------- |
| 2014年11月30日 | TIME IS OVER                  | 7inch              | FCT/JS-45001 | ジョイントレーベルfelicityxJazzy Sportよりリリース                  |
| 2016年2月24日  | ミラーボールの神様 EP         | 7inch/DIGITAL      | PEKF-91012   |                                                                     |
| 2017年6月30日  | ダンスに間に合う              | 7inch              | KAKU-082     | 限定生産盤                                                          |
| 2018年7月17日  | 繋がったミュージック/ステップ | 7inch              | KAKU-105     |                                                                     |
| 2018年9月5日   | 楽しく暮らそう                | CD/LP/DIGITAL      | DDCK-1056    | 5曲入りEP                                                           |
| 2019年1月23日  | ステップ                      | DIGITAL            |              | テレビ東京系ドラマ『デザイナー 渋井直人の休日』オープニング・テーマ |
| 2020年8月19日  | 独りの夜は                    | 7inch              | KAKU-117     | 受注生産盤                                                          |
| 2021年12月14日 | 君と生きてく                  | 7inch              | KAKU-147     | 限定生産盤                                                          |
| 2021年12月14日 | 日々のパレード                | 7inch              | KAKU-148     | 限定生産盤                                                          |
| 2024年8月11日  | それはかつてあって 2024       | CD/DIGITAL         | KAKU-213     | パレスチナ支援を目的としたチャリティーシングル。                    |
| 2025年8月6日   | エンドロールの後に            | 生産限定CD/DIGITAL | DQC-9058     | 5曲入りEP。生産限定CDにのみボーナストラック「はじめての感情」収録。 |

### アルバム
|     | 発売日        | タイトル          | 規格          | 規格品番  |
| --- | ------------- | ----------------- | ------------- | --------- |
| 1st | 2015年2月4日  | WEEKEND SOUL BAND | CD/LP/DIGITAL | PECF-1119 |
| 2nd | 2017年8月23日 | 夜のすべて        | CD/LP/DIGITAL | DDCK-1051 |
| 3rd | 2019年9月18日 | Share the Light   | CD/DIGITAL    | DDCK-1065 |
| 4th | 2023年7月19日 | PARADE            | CD/DIGITAL    | DDCK-9011 |

### その他
| 発売日         | タイトル                | 規格  | 規格品番 | 備考                              |
| -------------- | ----------------------- | ----- | -------- | --------------------------------- |
| 2014年11月30日 | タイワンド/台湾の土曜日 | 7inch | 2MS-001  | HIPHOPユニットY.I.Mとのコラボ作品 |